# Kusunda (volk)
De Kusunda of Ban Raja zijn een volk in het westen van Nepal. Zij leven in de bossen van Nepal in kleine dorpjes, nadat ze lange tijd leefden als jager-verzamelaars. De Kusunda spreken het gelijknamige Kusunda, een geïsoleerde taal waarvan er in 2012 echter nog maar één spreekster over was.
De Amerikaanse antropoloog Johan Reinhard ontdekte enkelen van hen in 1968. Hij kwam deze personen tegen nabij Gorkha, in Centraal-Nepal. In 1969 en 1975 kwam hij meer inwoners tegen, dit keer nabij de districten Dang en Surkhet. Hierbij kwam hij tevens taalkundige en etnische informatie te weten.